# محمد بن مهران
الحافظ الثقة الجوال النقال، أبو جعفر محمد بن مهران الجمال الرازي. إمام ثقة حافظ، عاش بالري، قال أبو بكر الأعين: مشايخ خراسان ثلاثة: أولهم قتيبة، والثاني محمد بن مهران، والثالث علي بن حجر. مات في أول سنة تسع وثلاثين ومائتين.

## روايته للحديث النبوي
- حدث عن: فضيل بن عياض، ومرحوم بن عبد العزيز، وعبد العزيز بن محمد الدراوردي ، وسفيان بن عيينة، وحاتم بن إسماعيل، وجرير بن عبد الحميد، وعتاب بن بشير، وعيسى بن يونس، وملازم بن عمرو، ومسكين بن بكير، وعطاء بن مسلم، والوليد بن مسلم، وعبد الرزاق، ويحيى القطان، وخلق كثير من نظرائهم ودونهم.
- وعنه: البخاري، ومسلم، وأبو داود، وأبو زرعة، وأبو حاتم، وأحمد بن علي الأبار، وموسى بن هارون، وأحمد بن علي بن إسماعيل بن علي بن أبي بكر الرازي، والحسن بن العباس الرازي، ومحمد بن إبراهيم الطيالسي، وجعفر بن أحمد بن فارس، وعبد الرحمن بن محمد بن سلم الرازي، ومحمد بن إسحاق السراج، ومحمد بن الحسين الطبركي، ومحمد بن صالح بن بكر الكيلاني وراق أبي زرعة، وآخرون.
- الجرح والتعديل: قال أبو بكر الأعين: مشايخ خراسان ثلاثة، وذكره فيهم. قال أبو حاتم الرازي: صدوق. أبو حاتم بن حبان البستي: ذكره في الثقات. قال ابن حجر العسقلاني: ثقة حافظ. قال الحسين بن محمد الجياني: من شيوخ البخاري ومسلم. قال الذهبي: الحافظ. قال مسلمة بن القاسم الأندلسي: ثقة. قال يحيى بن معين: ليس به بأس.[3]